# Polyscias
Polyscias és un gènere de plantes de flors amb fulles pinnades, pertanyent a la família Araliaceae, que comprèn 114 espècies.

## Taxonomia
- Polyscias acuminata
- Polyscias aemiliguineae
- Polyscias aequatoguineensis
- Polyscias albersiana
- Polyscias amplifolia
- Polyscias anacardium
- Polyscias andraerum
- Polyscias ariadnes
- Polyscias aubrevillei
- Polyscias australiana
- Polyscias baehniana
- Polyscias balansae
- Polyscias balfouriana
- Polyscias baretiana
- Polyscias belensis
- Polyscias bellendenkeriensis
- Polyscias bernieri
- Polyscias bipinnata
- Polyscias boivinii
- Polyscias borbonica
- Polyscias borneensis
- Polyscias bracteata
- Polyscias carolorum
- Polyscias chapelieri
- Polyscias cissiflora
- Polyscias cissodendron
- Polyscias confertifolia
- Polyscias coriacea
- Polyscias corticata
- Polyscias crenata
- Polyscias culminicola
- Polyscias cumingiana
- Polyscias cussonioides
- Polyscias dichrostachya
- Polyscias dioica
- Polyscias elegans
- Polyscias farinosa
- Polyscias felicis
- Polyscias filicifolia
- Polyscias floccosa
- Polyscias florosa
- Polyscias fraxinifolia
- Polyscias fruticosa
- Polyscias fulva
- Polyscias gracilis
- Polyscias grandifolia
- Polyscias gruschvitzkii
- Polyscias guilfoylei
- Polyscias heineana
- Polyscias jacobsii
- Polyscias javanica
- Polyscias joskei
- Polyscias kikuyuensis
- Polyscias kivuensis
- Polyscias lancifolia
- Polyscias lantzii
- Polyscias lecardii
- Polyscias ledermannii
- Polyscias letestui
- Polyscias macdowallii
- Polyscias macgillivrayi
- Polyscias madagascariensis
- Polyscias maralia
- Polyscias mauritiana
- Polyscias mayottensis
- Polyscias mollis
- Polyscias multibracteata
- Polyscias multijuga
- Polyscias muraltana
- Polyscias murrayi
- Polyscias myrsine
- Polyscias neraudiana
- Polyscias nodosa
- Polyscias nossibiensis
- Polyscias obtusifolia
- Polyscias ornifolia
- Polyscias palmervandenbroekii
- Polyscias pancheri
- Polyscias paniculata
- Polyscias pentamera
- Polyscias philipsonii
- Polyscias pinnata
- Polyscias purpurea
- Polyscias quintasii
- Polyscias rainaliorum
- Polyscias reineckei
- Polyscias repanda
- Polyscias richardsiae
- Polyscias rivalsii
- Polyscias roemeriana
- Polyscias royenii
- Polyscias sambucifolia
- Polyscias samoensis
- Polyscias schmidii
- Polyscias schultzei
- Polyscias scopoliae
- Polyscias scutellaria
- Polyscias sessiliflora
- Polyscias sleumeri
- Polyscias sorongensis
- Polyscias stuhlmannii
- Polyscias subcapitata
- Polyscias subincisa
- Polyscias tafondroensis
- Polyscias tahitensis
- Polyscias tennantii
- Polyscias terminalia
- Polyscias tripinnata
- Polyscias verticillata
- Polyscias vogelkopensis
- Polyscias weinmanniae
- Polyscias willmottii
- Polyscias zanthoxyloides
- Polyscias zippeliana